# Barranc dels Botets
El Barranc dels Botets és un barranc de l'antic terme de Sapeira, actualment inclòs en el terme municipal de Tremp, al Pallars Jussà.
Es forma per la unió de la Llau Fonda, que prèviament ha absorbit el barranc anomenat lo Forat dels Botets, i del barranc del Graller. Des d'aquest punt baixa cap al nord-oest, passant a prop, i al sud, del poble d'Esplugafreda. Abans d'arribar-hi, però, troba la Cova d'Urso, la spelunca fracta (cova trencada), que és d'on deriva el nom d'Esplugafreda. De fet, aquesta cova és, de fet, una bauma excavada a la roca pel barranc dels Botets.
A ponent d'Esplugafreda el barranc dels Botets s'ajunta al barranc de Rajums, un dels que forma el barranc d'Esplugafreda.